# 讷夫利兹
讷夫利兹（法語：Neuflize，法語發音：[nœfliz]）是法国大東部大區阿登省的一个市镇，属于勒泰勒区。

## 地理
讷夫利兹（49°24'40"N, 4°18'17"E）面积13.78 平方千米，位于法国大東部大區阿登省，该省份为法国北部内陆省份，西接埃纳省，南至马恩省，东临默兹省，北与比利时接壤。
与讷夫利兹接壤的市镇（或旧市镇、城区）包括：阿兰库尔、勒图尔讷河畔勒沙特莱、梅尼勒莱皮努瓦、佩尔特、塔尼翁。

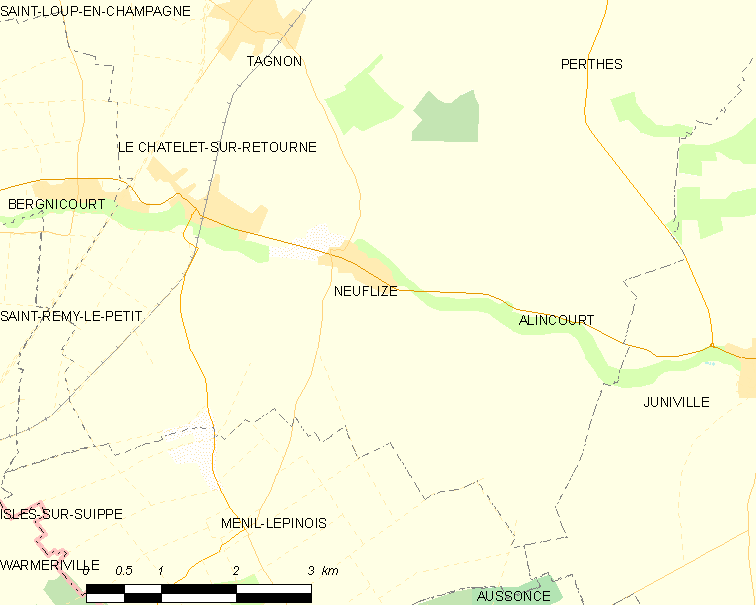
讷夫利兹的OSM定位图

讷夫利兹的时区为UTC+01:00、UTC+02:00（夏令时）。

## 行政
讷夫利兹的邮政编码为08300，INSEE市镇编码为08314。

## 政治
讷夫利兹所属的省级选区为波尔西安堡县。

## 人口

1962-2008年间讷夫利兹人口变化图示

讷夫利兹于2022年1月1日时的人口数量为850人。